# Karl Scherbarth
Karl Scherbarth (22. April 1837 in Schwerin – 28. Februar 1886 in Neumünster) war ein deutscher Theaterschauspieler und -intendant.

## Leben
Scherbarth wirkte in Hamburg, Köln, Petersburg, am Friedrich Wilhelmstädtischen Theater in Berlin, Karl Schultzetheater in Hamburg als jugendlicher Held und Liebhaber. Zudem leitete er die Direktionen in Krefeld und Düsseldorf.
Verheiratet war er mit der Theaterschauspielerin Bertha Flies, die Tochter der Sängerin Maria Flies, geb. Ehnes (* um 1812, nach anderen Angaben 1817; † 18. November 1871 in Berlin), und des Eduard Flies. Die Mutter der Bertha Scherbarth war ihrerseits eine Enkelin des Wiener Komponisten Pierre Dutillieu (1754–1798) und der Sängerin Irene Dutillieu, geb. Tomeoni († 12. Oktober 1830).